# صموئيل لويس (صوفي)

لويس على غلاف كتاب من سلسلة محاضرات ألقاها في عام 1970

المرشد صموئيل لويس أو الصوفي أحمد مراد تشيستي (18 تشرين الأول 1896 - 15 كانون الثاني 1971) كان عالمًا أمريكيًا صوفيًا وبستانيًا أسس ما أصبح يُعرف الآن بالصوفية الروحانية الدولية، وهي فرع من سلالة الصوفية الجشتية. بعد حياة من الدراسة الروحية مع المعلمين من الشرق والغرب، وفي المقام الأول عناية خان ونيوجين سينزاكي [الإنجليزية]، تم الاعتراف بـ لويس في وقت واحد باعتباره معلمًا زنًا ومرشدًا صوفيًا (معلمًا كبيرًا) من الممثلين الشرقيين الصوفيين والبوذيين. كما شارك في تأسيس النظام الصوفي المسيحي المسمى الطريقة المقدسة للإنسان [الإنجليزية]. كما أن اهتمامه المبكر بالتبادل الدولي للبذور والزراعة العضوية جعله أيضًا أحد رواد الروحانية الخضراء. ربما يكون إرثه الأكثر ديمومة هو إنشاء رقصات السلام العالمي، وهي ممارسة روحية مبكرة انتشرت في جميع أنحاء العالم خلال الخمسين عامًا منذ وفاته.

## الطلاب
- بير معين الدين جابلونسكي
- بير شابدا خان [الإنجليزية]
- مرشد ولي علي ماير
- مرشد شهاب الدين أقل

## الكتب
- في الحديقة ((ردمك 0517524120) )
- ثلاثية القدس: أغنية الأنبياء ((ردمك 0915424037) )
- الرؤية الصوفية والمبادرة: لقاءات مع كائنات رائعة ((ردمك 091542410X) )
- الرقص والمشي الروحي: مقدمة لرقصات السلام العالمي وتأملات المشي لصموئيل إل لويس ((ردمك 0915424134) )
- هذا هو العصر الجديد شخصيا نشرته جمعية الصوفية الإسلامية الروحانية (1972). دار أومن للنشر ((ردمك 0912358130) )
- مرشد – مذكرات شخصية عن الحياة مع الصوفي الأمريكي صموئيل لويس بقلم السكرتير الروحي لصموئيل لويس، منصور جونسون ((ردمك 0-915424-16-9) )